# Shinkansen-Baureihe 951
Die Shinkansen-Baureihe 951 (japanisch 新幹線951形電車 Shinkansen 951-gata densha) war ein zweiteiliger Triebzug zur Erprobung der Technologie für einen kommerziellen Betrieb der Tōkaidō-Shinkansen mit Geschwindigkeiten bis 250 km/h.

## Zugbildung
Der Zug bestand aus zwei Wagen: dem von Kawasaki gebauten Wagen 951-1 und dem von Nippon Sharyo gebauten Wagen 951-2.

## Technik

### Wagenkasten
Die Wagenkästen hatten dieselben Abmessungen wie bei den Zügen der Shinkansen-Baureihe 0: sie waren 25 m lang, 3386 mm breit und 4490 mm hoch.
Um einen leichteren Zug zu erhalten, wurde erstmals beim Kastenbau Aluminium-Legierungen eingesetzt. Für die Montage der Ausrüstung wurden Einbauräume im Untergestell vorgesehen. Zur weiteren Minderung des Luftwiderstandes wurde die aerodynamische Kopfform von 4,5 m bei der Shinkansen-Baureihe 0 auf 6,5 m verlängert.
Im Hinblick auf den zukünftigen Einsatz auf der sich damals noch im Bau befindlichen Sanyō Shinkansen mit ihren vielen Tunnel wurden die Wagenkasten erstmals druckertüchtigt ausgeführt und mit einer Druckschutzlüfter versehen. Die Klimaanlage wurde nicht wie bei der Baureihe 0 auf dem Dach angeordnet, sondern unterflur eingebaut, was dem Zug einen tieferen Schwerpunkt gab.
Die Fenster wurden gegenüber der Baureihe 0 verbreitert und im Wagen 951-1 mit elektrischen Jalousien versehen, welche in den Fenstern eine dünne senkrechte Mittelsprosse für die Führungsschiene der Jalousie notwendig machte. Wagen 951-2 war mit elektrisch betriebenen Vorhängen versehen, für die keine Mittelsprosse notwendig war.
Die Wagen waren wie die Züge der Baureihe 0 mit Sitzen in der Anordnung 3+2 versehen. Wagen 951-1 hatte 40 Sitzplätze, Wagen 951-2 hatte 50 Sitzplätze.

### Elektrische Ausrüstung
Beide Wagen trugen am inneren Wagenende Stromabnehmer mit gekreuzten Unterscheren ähnlich dem Typ PS200, der auf der Baureihe 0 eingesetzt war. Derjenige auf dem Wagen 951-1 war vom Typ PS9010K, derjenige auf dem Wagen 951-2 vom Typ PS-1010A. Normalerweise wurde nur der Stromabnehmer auf dem Wagen 951-2 benutzt.

## Geschichte
Der Zug wurde am 26. März 1969 der Presse vorgestellt, der Versuchsbetrieb auf der Tōkaidō-Shinkansen begann am 2. Juli 1969. Am 24. Februar 1972 stellte der Zug auf der Sanyō-Shinkansen mit 286 km/h einen neuen Geschwindigkeitsweltrekord auf. Die höchste Geschwindigkeit wurde zwischen Himeji und Nishi-Akashi erreicht. Die Baureihe 951 stellte damit den von der Shinkansen-Baureihe 1000 im Jahre 1963 aufgestellten Weltrekord ein.
Der Zug wurde offiziell am 11. April 1980 ausrangiert.
Verbleib

Der Wagen 951-1 wurde 1994 dem Hikari Plaza Community Centre geschenkt, wo er besichtigt werden kann.
Der Wagen 951-2 wurde in das Railway Technical Research Institute bei Kokubunji, Tokio verbracht, wo das Fahrzeug für Versuche auf dem Rollenprüfstand genutzt wurde. Nachdem der Wagen ohne weitere Nutzung über mehrere Jahre im Institut eingelagert gewesen war, wurde er 2008 verschrottet.